# Rudolfshöhe (Wienerwald)
Die Rudolfshöhe ist ein 475 m ü. A. hoher Berggipfel im Wienerwald.
Die Rudolfshöhe ist der Gipfel des Gelben Berges, der sich südlich von Purkersdorf befindet. Benannt ist sie nach Kronprinz Rudolf, der in dieser Gegend häufig zur Jagd war.

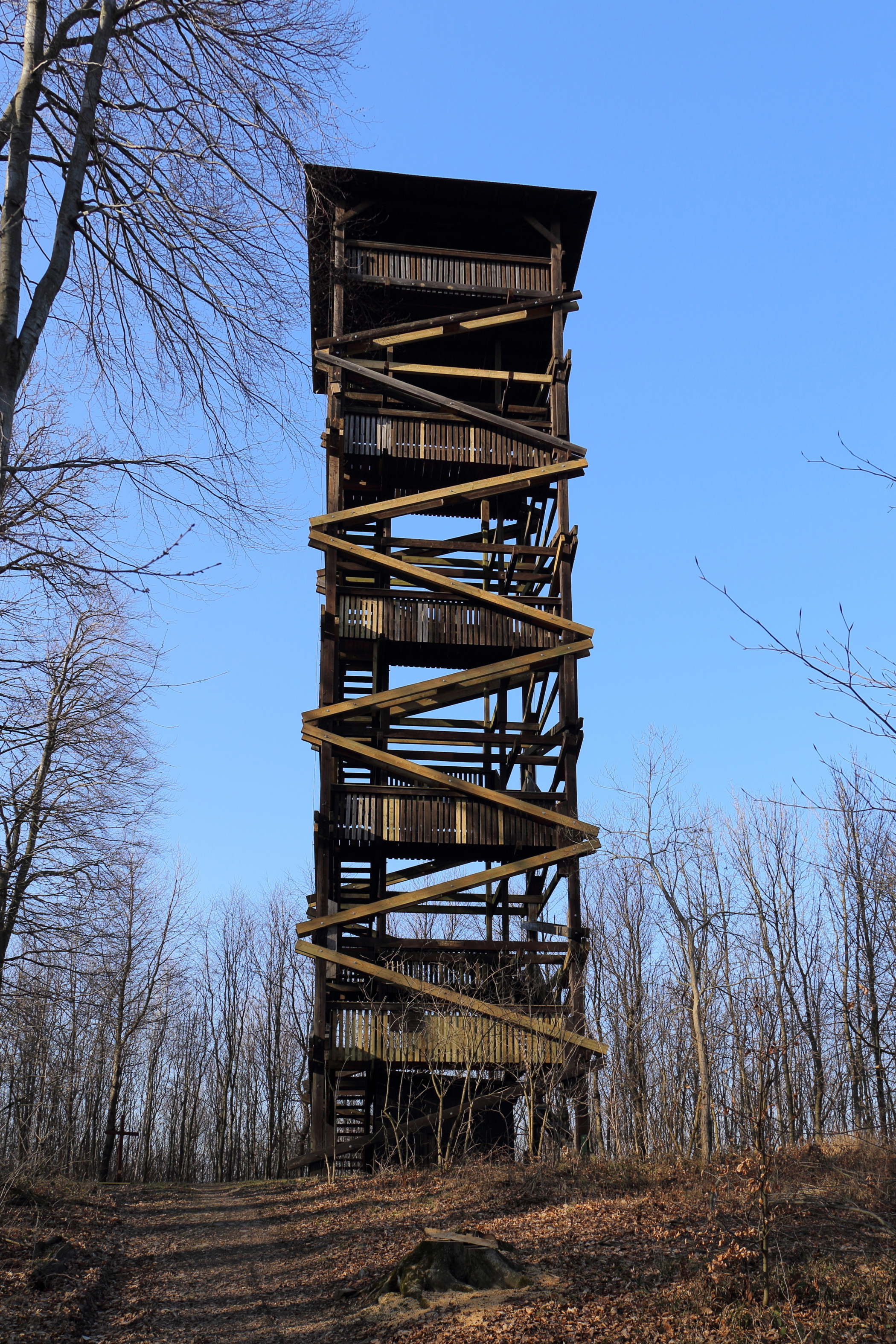
Aussichtswarte auf der Rudolfshöhe

Die Rudolfshöhe ist Teil des Naturpark Sandstein-Wienerwald. Auf ihr wurde bereits 1861 eine gemauerte Aussichtswarte eröffnet, der sie zu einem beliebten Ausflugsziel der Wiener machte. Die Warte verfiel bald nach 1900. Ab 1975 wurde vom Naturparkverein „Sandstein-Wienerwald“ eine hölzerne Aussichtswarte errichtet, auf der sich in 26 Meter Höhe eine überdachte Plattform befindet. Sie wurde zuletzt im Herbst 2019 saniert.
Der Anstieg von Purkersdorf dauert etwa zwei Stunden. Von hier hat man an klaren Tagen eine Ausblick nach Wien und zum Ötscher und dem Schneeberg.